# Vận tốc xuyên tâm
Vận tốc xuyên tâm (trong thiên văn học gọi là vận tốc tia) là hình chiếu vận tốc của một điểm (trên hình vẽ là điểm A) trên đường thẳng OA nối liền nó với gốc hệ tọa độ O đã lựa chọn.

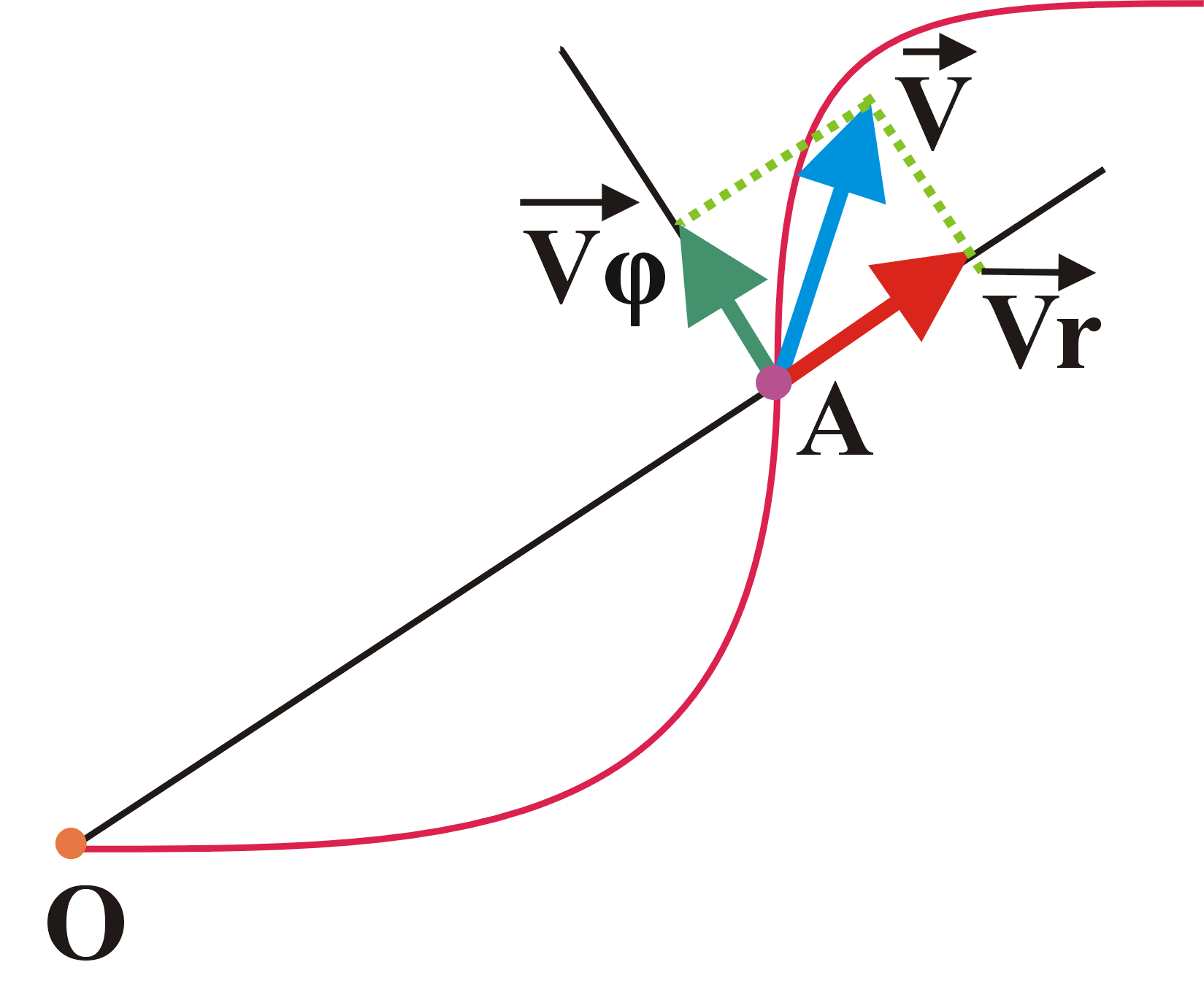
Vận tốc xuyên tâm màu đỏ.

Trong các hệ tọa độ trụ, cầu hay cực, nó là một trong các thành phần của vận tốc (thành phần kia là vận tốc phương vị). Như thế, nó là vận tốc được khái quát hóa trong các hệ tọa độ này.
Theo định nghĩa, vận tốc xuyên tâm là đại lượng có hướng (vectơ) và độ lớn (môđun) {\displaystyle v_{r}} của nó được tính theo công thức:
{\displaystyle v_{r}={\vec {v}}\cdot {\vec {e}}_{r}},
trong đó {\displaystyle {\vec {e}}_{r}={\frac {\vec {r}}{\left|{\vec {r}}\right|}}} - vectơ đơn vị của vectơ bán kính {\displaystyle {\vec {OA}}}.
Như thế vận tốc toàn phần được hợp thành từ các thành phần xuyên tâm và phương vị:
{\displaystyle {\vec {v}}=v_{r}\cdot {\vec {e}}_{r}+{\vec {v}}_{\phi }}.
Nếu được thể hiện theo các tọa độ, thì môđun của vận tốc xuyên tâm luôn luôn bằng
{\displaystyle v_{r}={\frac {dr}{dt}}={\dot {r}}}
Nếu lấy một trong hai điểm làm gốc hệ tọa độ thì vận tốc xuyên tâm sẽ xác định vận tốc lại gần (nếu {\displaystyle v_{r}<0}) hay vận tốc ra xa (nếu {\displaystyle v_{r}>0}) của các điểm này đối với nhau.

## Thiên văn
Phù hợp với điều này, trong thiên văn, trong đó gốc để đo (điểm nơi có người quan sát) cho tới nay là Trái Đất, vận tốc tia được xác định như là vận tốc của vật thể (thông thường là thiên thể) theo hướng tia sáng nhìn thấy. Đại lượng này được xác định với tính toán tới hiệu ứng Doppler. Ánh sáng của thiên thể với vận tốc tia đáng kể tuân theo hiệu ứng Doppler, vì thế tần số của ánh sáng giảm đi đối với các thiên thể đang lùi xa (dịch chuyển đỏ) và tăng lên đối với các vật thể đang tới gần (dịch chuyển xanh).
Vận tốc tia của một ngôi sao hay của các thiên thể phát sáng khác nhưng ở xa có thể được đo chính xác bằng cách thu lấy quang phổ có độ phân giải cao và so sánh các bước sóng đo được của các vạch quang phổ đã biết với các bước sóng từ các phép đo trong phòng thí nghiệm. Theo quy ước, vận tốc tia dương chỉ ra rằng thiên thể đang lùi ra xa; còn nếu vận tốc tia là âm thì thiên thể đang lại gần.
Trong nhiều hệ sao đôi, chuyển động quỹ đạo thường làm cho vận tốc tia bị thay đổi trong phạm vi vài kilômét trên giây. Do các quang phổ của các ngôi sao này biến đổi do hiệu ứng Doppler nên chúng được gọi là các sao đôi quang phổ. Các nghiên cứu vận tốc tia có thể được sử dụng để ước tính khối lượng của các ngôi sao và một số yếu tố liên quan tới quỹ đạo, chẳng hạn như độ lệch tâm và bán trục lớn. Phương pháp như vậy cũng được dùng để phát hiện các hành tinh xung quanh các ngôi sao, với số đo của chuyển động xác định chu kỳ quỹ đạo của hành tinh, trong khi độ lớn thu được của sự dịch chuyển cho phép tính toán giới hạn dưới của khối lượng hành tinh. Các phương pháp chỉ dùng mỗi vận tốc tia chỉ có thể khám phá ra giới hạn dưới, do hành tinh lớn xoay quanh quỹ đạo với góc rất lớn so với đường ngắm sẽ làm xáo trộn ngôi sao của nó về mặt bán kính nhiều cũng giống như các hành tinh nhỏ với mặt phẳng quỹ đạo nằm trên đường ngắm.